# 2020년 2월 죽음
다음은 2020년 2월에 사망한 저명한 인물 목록이다.
- 2월 1일
  - 이탈리아의 기업인 루차노 가우치
  - 헝가리의 영화배우 언도러이 페테르
- 2월 2일
  - 대한민국의 희극인 임희춘
  - 뉴질랜드의 정치인 마이크 무어
- 2월 3일 - 미국의 영화배우 진 레이놀즈
- 2월 4일
  - 케냐의 제2대 대통령 대니얼 아랍 모이
  - 이집트의 영화배우 나디아 루트피
- 2월 5일
  - 미국의 영화배우 커크 더글러스
  - 미국의 영화배우 케빈 콘웨이
- 2월 7일
  - 대한민국의 배우 고수정
  - 대한민국의 영화감독 이규형
  - 중화인민공화국의 의사 리원량
  - 미국의 영화배우 앤 E. 토드
  - 미국의 영화배우 오슨 빈
- 2월 8일
  - 대한제국 의친왕의 차녀 이해원
  - 미국의 영화배우 로버트 콘래드
  - 미국의 영화배우 폴라 켈리
  - 미국의 영화배우 론 맥라티
  - 독일의 영화배우 폴커 슈펭글러
- 2월 9일
  - 이탈리아의 소프라노 가수 미렐라 프레니
  - 중화인민공화국의 공무원 쑤징허
- 2월 11일 - 일본의 야구감독 노무라 가쓰야
- 2월 14일 - 미국의 영화배우 린 코언
- 2월 15일 - 잉글랜드의 사회자 캐럴라인 플랙
- 2월 16일 - 오스트레일리아의 영화배우 조 캘드웰
- 2월 18일
  - 대한민국의 정치인 김정례
  - 이탈리아의 영화배우 플라비오 부치
- 2월 19일 - 대한민국의 언어학자 이기문
- 2월 21일
  - 대한민국의 기초단체장 한동수
  - 중화인민공화국의 영화배우 두위루
- 2월 23일 - 대한민국의 국제기관단체인 한상태
- 2월 24일
  - 대한민국의 배우 이신재
  - 미국의 수학자 캐서린 존슨
  - 미국의 영화배우 벤 쿠퍼
- 2월 25일
  - 이집트의 제4대 대통령 호스니 무바라크
  - 러시아의 정치가 드미트리 야조프
- 2월 27일
  - 이란의 성직자 하디 호스로샤히
  - 독일의 영화배우 버크하드 드라이스트
- 2월 28일 - 미국의 물리학자 프리먼 다이슨
- 2월 29일 - 독일의 영화배우 디터 라저